# Марк Папірій Красс (диктатор)
Марк Папі́рій Красс (лат. Marcus Papirius Crassus; IV століття до н. е.) — політичний і військовий діяч Римської республіки; диктатор 332 року до н. е.

## Біографічні відомості
Походив з патриціанського роду Папіріїв. Про молоді роки Марка Папірія відомості не збереглися. Син Луція Папірія Красса, військового трибуна з консульською владою 368 року до н. е., брат Луція Папірія Красса, консула 336 і 330 років до н. е.
332 року до н. е. Марка Папірія римський сенат призначив диктатором для підготовки війни з галлами. Він у свою чергу призначив своїм заступником — начальником кінноти Публія Валерія Публіколу.
Про подальшу долю Марка Папірія відомостей немає.